# Sida acuta
Sida acuta es una especie de planta fanerógama perteneciente a la familia Malvaceae. Se cree que tiene un origen en Centroamérica, pero hoy tiene una distribución pantropical y está considerada una maleza en algunas áreas.

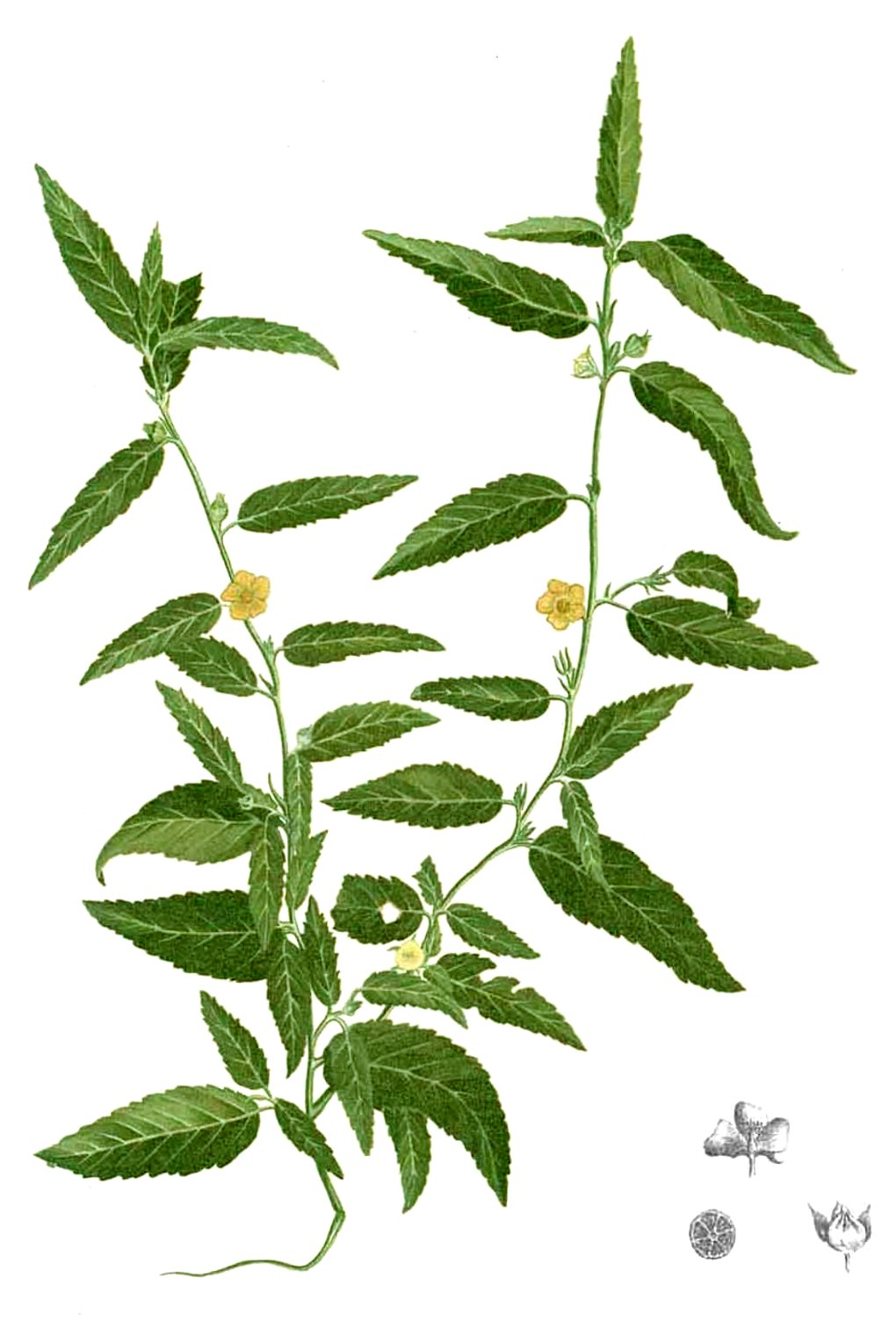
ilustración

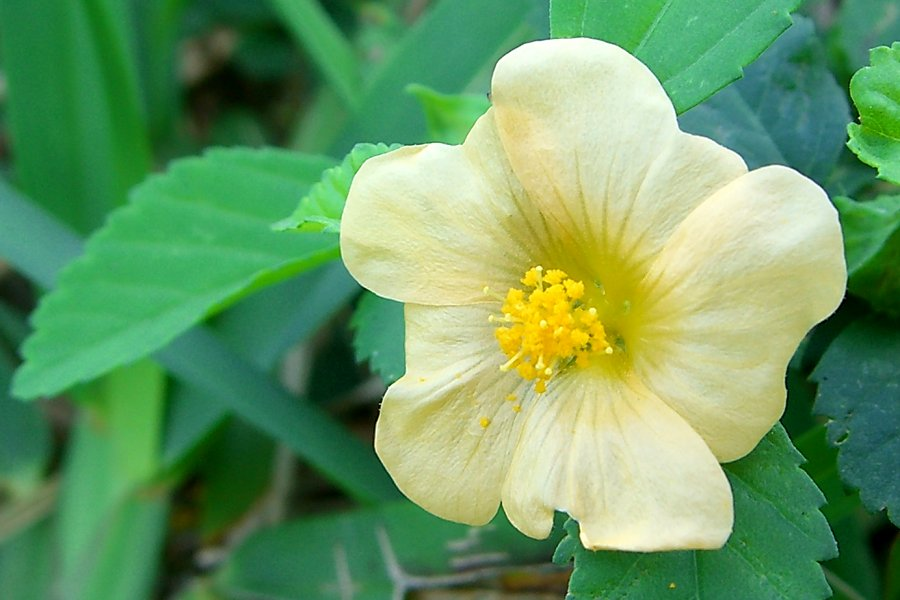
Detalle de la flor

## Descripción
Son plantas sufrútices o arbustos erectos, de 1 m de alto, con ramificaciones dísticas; tallos más o menos hirsutos o glabrescentes. Hojas lanceoladas u ovadas, 3–9 cm de largo, agudas en el ápice, serradas al menos distalmente, hirsutas o glabrescentes; estípulas prominentes, anchamente falcadas, 3–10 mm de largo, a veces más largas que el pecíolo. Flores solitarias o apareadas en las axilas, los pedicelos más o menos iguales a los pecíolos, 1–5 mm de largo; cáliz 6–8 mm de largo, muchas veces ciliado; corola 7–10 mm de largo, blanca, amarilla o anaranjada, a veces con poblaciones polimorfas. Frutos de 4 mm de diámetro, carpidios 8–10, las espinas apicales más o menos desarrolladas.

## Taxonomía
Sida acuta fue descrita por Nicolaas Laurens Burman y publicado en Flora Indica . . . nec non Prodromus Florae Capensis 147. 1768.
Etimología
Sida: nombre genérico que  fue adoptado por Carlos Linneo de los escritos de Teofrasto, que lo usaba para el nenúfar blanco europeo, Nymphaea alba.
acuta: epíteto latíno que significa "puntiaguda".
Sinonimia
- Malvastrum carpinifolium (L. f.) A. Gray
- Malvinda carpinifolia (L.f.) Medik.
- Malvinda carpinifolia (L. f.) Moench
- Sida balbisiana DC.
- Sida berlandieri Turcz.
- Sida bodinieri Gand.
- Sida carpinifolia L.f.
- Sida carpinifolia Bourg. ex Griseb.
- Sida chanetii Gand.
- Sida disticha Sessé & Moc.
- Sida frutescens Cav.
- Sida garckeana Pol.
- Sida jamaicensis Vell.
- Sida lancea Gand.
- Sida lanceolata Roxb.
- Sida lanceolata Retz.
- Sida orientalis DC.
- Sida planicaulis Cav.
- Sida scoparia Lour.
- Sida spiraeifolia Link
- Sida spireifolia Willd.
- Sida stauntoniana DC.
- Sida stipulata Cav.
- Sida trivialis Macfad.
- Sida ulmifolia Willd.
- Sida vogelii Hook. f.[5][6]

## Nombres comunes
- vavalisin de Filipinas, malva del Brasil, malva de caballo (en Cuba), ancoacha del Perú, pickna del Perú.[7]